# Bathyraja lindbergi
Bathyraja lindbergi is een vissensoort uit de familie van de Arhynchobatidae. De wetenschappelijke naam van de soort is voor het eerst geldig gepubliceerd in 1977 door Ishiyama & Ishihara.